# Паскуаль Франсиско де Борха Арагон-и-Сентельес
Паскуаль Франсиско де Борха и Сентельес Понсе де Леон (исп. Pascual Francisco de Borja y Centellas Ponce de León; 28 марта 1653, Гандия — 8 декабря 1716, Мадрид) — испанский аристократ и гранд, 10-й герцог Гандия, 7-й маркиз де Ломбай, 10-й граф Олива, 2-й маркиз Кирра на Сардинии, 2-й маркиз Нулес и граф Сентельес.

## Биография
Родился 28 марта 1653 года в герцогском дворце в Гандии. Второй сын Франсиско Карлоса де Борха-и-Сентельеса, 9-го герцога Гандия (1626—1665), и его жены Марии Понсе де Леон. Он был крещен в коллегиальной церкви Гандии 27 апреля 1653 года. Его крестными стали его дед Франсиско де Борха-и-Сентельес (1596—1664) и его тетка Ана Франсиска де Борха-и-Дория.
При жизни своего деда он носил титул графа Олива. 6 августа 1665 года после смерти своего отца Паскуаль Франсиско де Борха, находившийся под опекой матери, унаследовал отцовские титулы, также города и баронства Кастель-де-Байрент, Реболлар и Ругад, Пего, Мурла, Пуэбла-Франка, Вильялонга и Вильямарчант, долины Галлинера и Эбо, Кофрентес и виллы Синко в долине Айора.
23 марта 1670 года Паскуаль Франсиско де Борха вступил в личное управление своими владениями.
Кавалер Ордена Сантьяго, командор Кальсадилья в провинции Леон и камергером королевской палаты. В 1675 году он стал 2-го маркизом Нулеса, 3-го маркизом Кирры и графом Сентельеса, унаследовав титулы и поместья Хоакина Карроса де Сентельяса и Калатаюда, дворецкого Филиппа IV.
8 декабря 1716 года герцог Гандия скончался в своём доме в Мадриде в возрасте 63 лет. Он был похоронен в родовом пантеоне коллегиальной церкви Гандии. Ему наследовал его второй сын, Луис Игнасио Франсиско де Борха-и-Сентельес (1673—1740).

## Брак и потомство
16 сентября 1669 года в Монтилье Паскуаль Франсиско де Борха женился на своей троюродной сестре Хуане Фернандес де Кордова-и-Фигероа (? — 10 августа 1720), старшей дочери Луиса Игнасио Фернандеса де Кордовы-и-Фигероа, 6-го маркиза Прьего и герцога Фериа (), и его жены Марианны Фернандес де Кордова-и-Пиментель. У супругов было восемь детей:
- Франсиско Паскуаль де Борха-и-Сентельес (род. 8 мая 1672 — 15 января 1678), умерший в детстве.
- Луис Игнасио Франсиско де Борха-и-Сентельес (28 июля 1673 — 29 января 1740), который сменил его на посту 11-го герцога Гандии, 9-го маркиза Ломбая, 11-го графа Оливы, маркиза Нулеса и графа Сентельеса, маркиза Кирра
- Хосе Алонсо де Борха-и-Сентельес (22 октября 1674—1693), умер во время учёбы в Куэнке (Саламанка)
- Мария Ана де Борха-и-Сентельес (29 февраля 1676 — 14 мая 1748), в 1694 году первым браком она вышла замуж за Луиса Франсиско де Бенавидеса-и-Арагонского, 5-го маркиза Солера (1665—1706), а в 1718 году во второй раз вышла замуж за Хуана Мануэля Лопеса де Суньига-и-Кастро, 11-го герцога Бехара (1680—1747).
- Игнасия Хуана де Борха-и-Сентельес (21 июля 1677 — 19 апреля 1711), в 1695 году она стала женой Антонио Франсиско Альфонсо Пиментеля Виджила де Киньонеса, 13-го графа Луна (? — 1743)
- Мария Франсиска де Борха-и-Сентельес (род. 30 октября 1679), умершая в детстве.
- Пиа Мария де Борха-и-Сентельес (крещена 2 февраля 1683), монахиня в монастыре Санта-Клара-де-Гандия, а затем в монастыре Дескальсас-Реалес в Мадриде.
- Хесуальда Мария де Борха-и-Сентельес (род. 22 сентября 1685), монахиня в монастыре Санта-Клара-де-Гандия, а затем в монастыре Дескальсас-Реалес в Мадриде.